# Bahryniwka (przystanek kolejowy)
Bahryniwka (ukr. Багринівка, ros. Багриновка) – przystanek kolejowy w miejscowości Bahryniwka, w rejonie czerniowieckim, w obwodzie czerniowieckim, na Ukrainie. Położony jest na linii Czerniowce – Suczawa, będąc ostatnim punktem zatrzymywania się pociągów na tej linii leżącym na Ukrainie.
Obecnie jest nieczynny.